# Reinier Nooms
Pour les articles homonymes, voir Zeeman.
Reinier Nooms surtout connu sous le pseudonyme de Zeeman (marin en néerlandais), né en 1623 à Amsterdam dans les Provinces-Unies et décédé dans la même ville avant avril 1667, est un peintre de marine et un graveur de l’âge d'or de la peinture néerlandaise notamment connu pour ses tableaux représentant la marine de la république des Provinces-Unies lors du siècle d'or néerlandais.
Il est resté célèbre pour ses sujets maritimes et réputé pour ses représentations très détaillées et fidèles de navires.

## Œuvres
Nooms commence à peindre et à dessiner sur le tard, après avoir vécu une rude vie de marin. On ignore de quelle façon il acquiert son savoir-faire qu'il met au service d'une connaissance approfondie du monde maritime. Il inspire un bon nombre de ses confrères par sa manière de peindre un bateau.
Les batailles livrées par la marine de la république des Provinces-Unies pendant la Guerre de Quatre-Vingts Ans ou les guerres anglo-néerlandaises constituaient l'un de ses premiers sujets de prédilection. Il peignit ainsi Avant la bataille des Downs où il représente l' Amelia, le navire-amiral de Maarten Tromp, se préparant à l'affrontement du 31 octobre 1639, toile qui est exposée aujourd'hui au National Maritime Museum de Greenwich (Royaume-Uni), ou la bataille de Livourne (1653), qui fait partie des collections du Rijksmuseum d'Amsterdam.

### Gravures

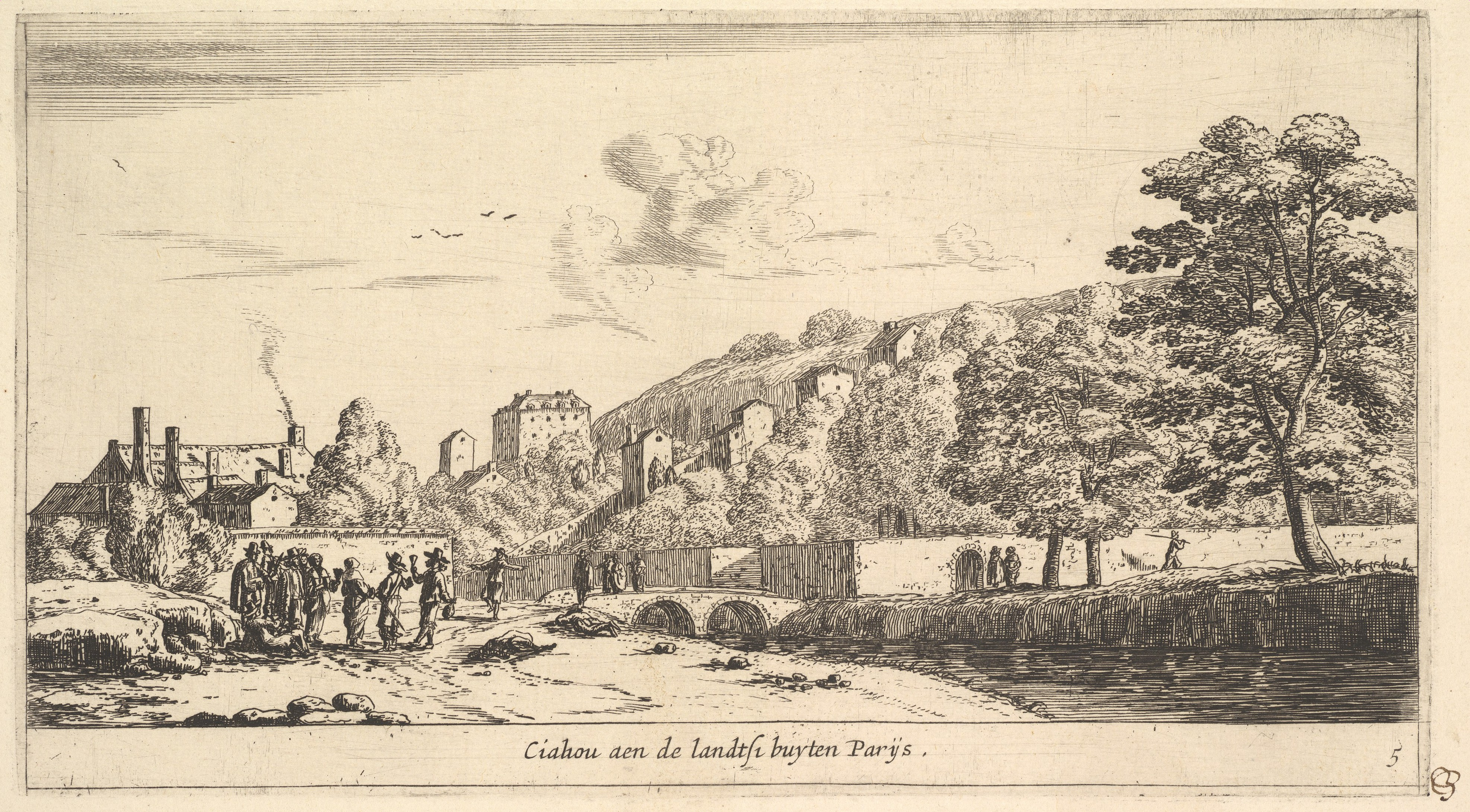
Vue de Chaillot à Paris.

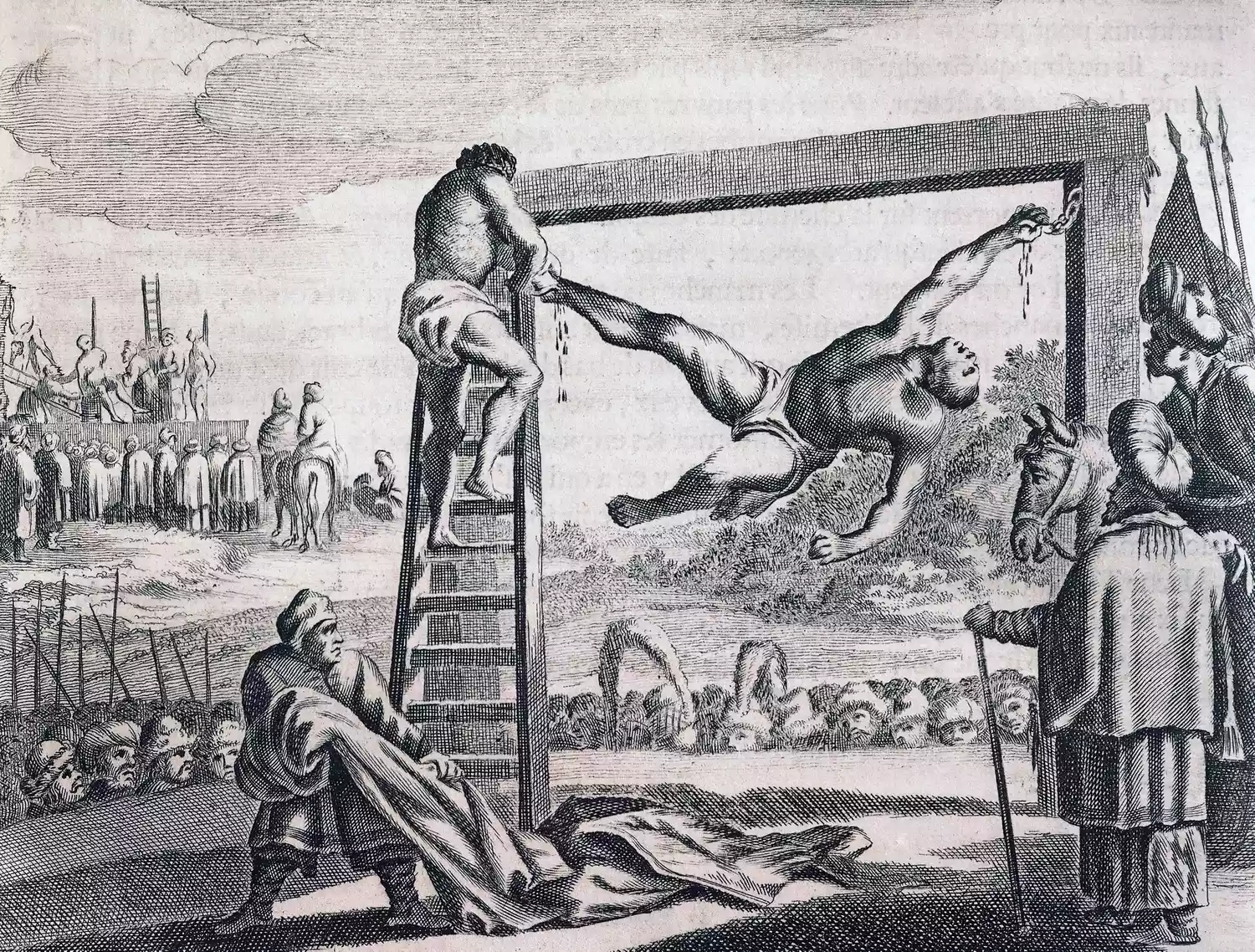
Supplice des esclaves suspendus à des crochets selon l’usage musulman, gravure extraite de la Description de l’Afrique d’Olfert Dapper parue en 1686.

Zeeman, graveur apprécié, réalise près de cent soixante-dix estampes qui représentent des espaces urbains, des scènes marchandes, des bateaux commerciaux et des bateaux en pleine mer, qui ont contribué à diffuser une image heureuse des grandes cités des Provinces-Unies en représentant leur dynamisme économique ou leur riche architecture.
Vers les années 1650, après un séjour en France, où il se forme probablement à l'eau-forte auprès de Matthieu van Plattenberg à Paris, il entreprend une série de gravures portant sur des navires ou des vues topographiques d'une très grande précision, qui marquent l'histoire de la gravure. Ainsi le graveur français Charles Meryon (1821-1868) ne cache pas son admiration pour l'œuvre de Nooms, qui influence sa propre série de gravures sur Paris (il grave notamment en 1866 une vue du Pavillon de l'Infante et d'une partie du Louvre vers 1650 d'après Zeeman), à qui il dédie certains de ses travaux.
Entre 1652 et 1654, Zeeman réalise une série de gravures publiées par Clement De Jonghe, les Niewe Sheeps Batalien (« Nouvelles batailles navales ») qui présentent une vue lointaine de batailles historiques des Pays-Bas.
Ses estampes sont largement diffusées depuis Paris. Les marchands d'estampes parisiens tels Jacques van Merle ou la famille Le Blond, répertorient de nombreuses gravures de ou d'après Zeeman. Certaines de ses eaux-fortes imprimées par Clement de Jonghe ou Dancker Danckerts à Amsterdam sont éditées avec des titres en français ; ses plaques sont retirées fréquemment et pendant longtemps, sans être retouchées ou corrigées, marque de son succès et de sa maîtrise technique.

### Dessins préparatoires
Une petite cinquantaine de dessins préparatoires à ses peintures ou gravures lui est attribuée, tous des études de détails, essentiellement au pinceau et au lavis gris ou à la pierre noire,  Aucune esquisse n'est connue.

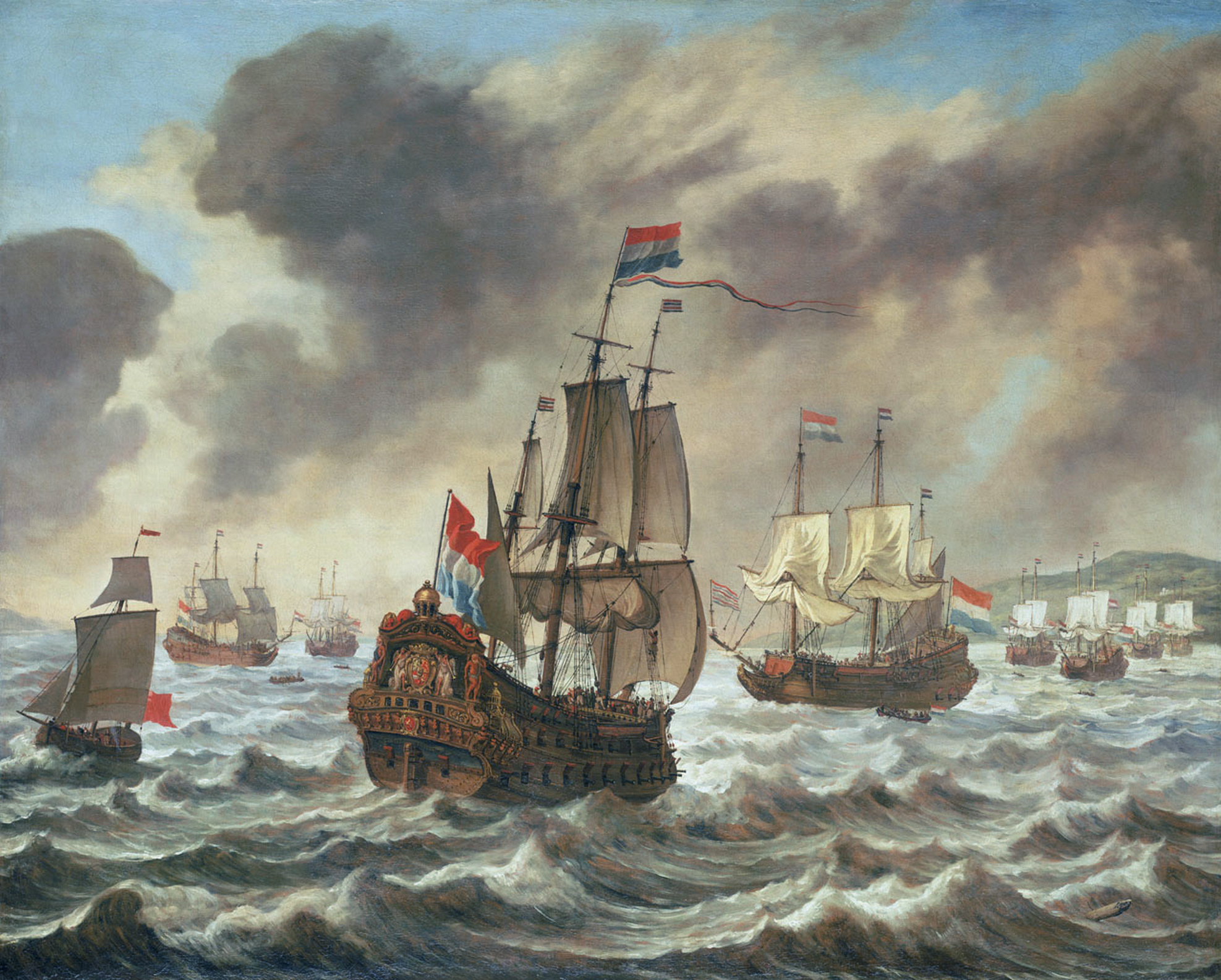
Avant la  bataille des Downs, v. 1639.
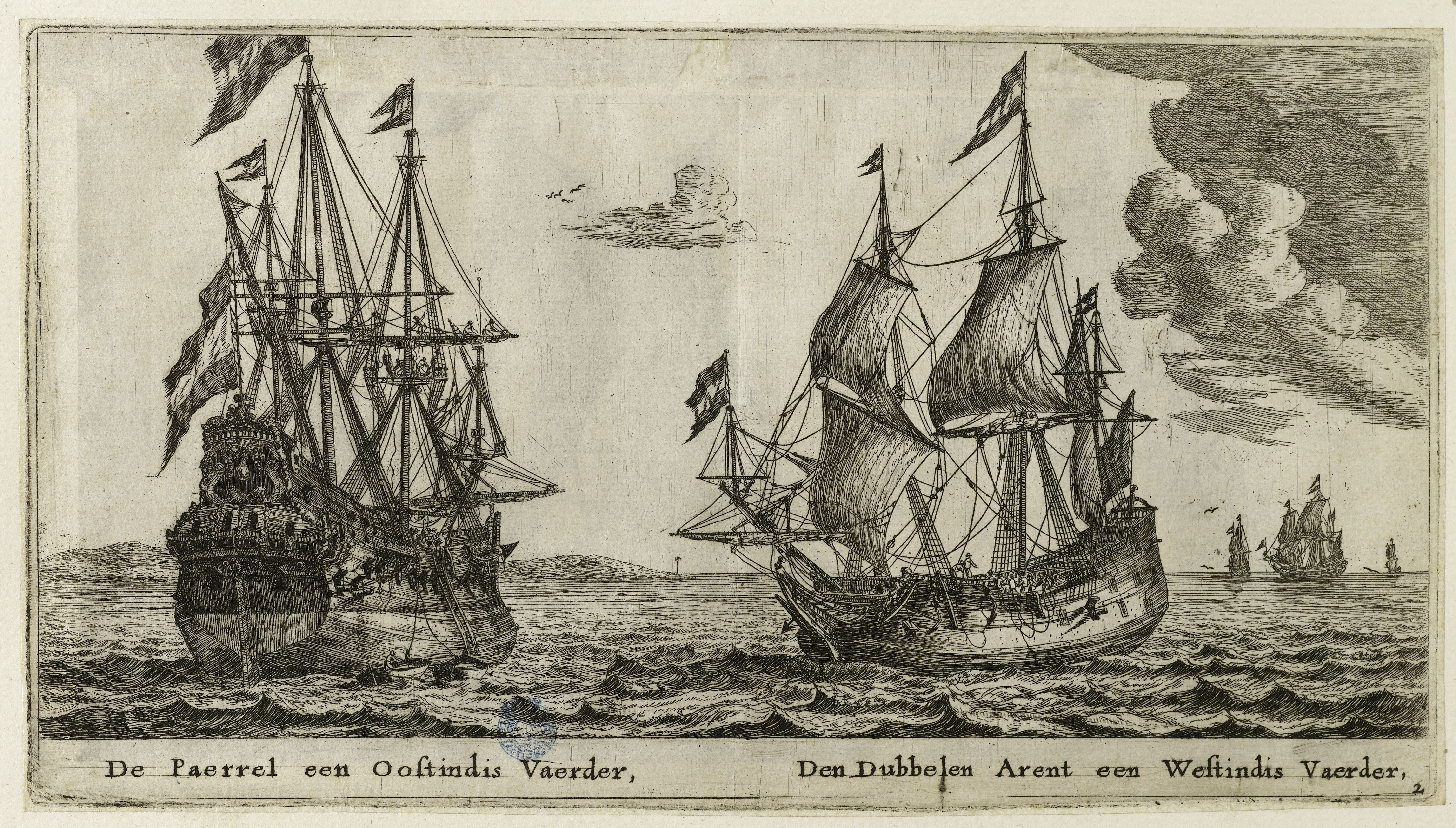
De Paerrel een Oostindis Vaerder, Den Dubbelen Arent een Westindis Vaerder, v. 1650.
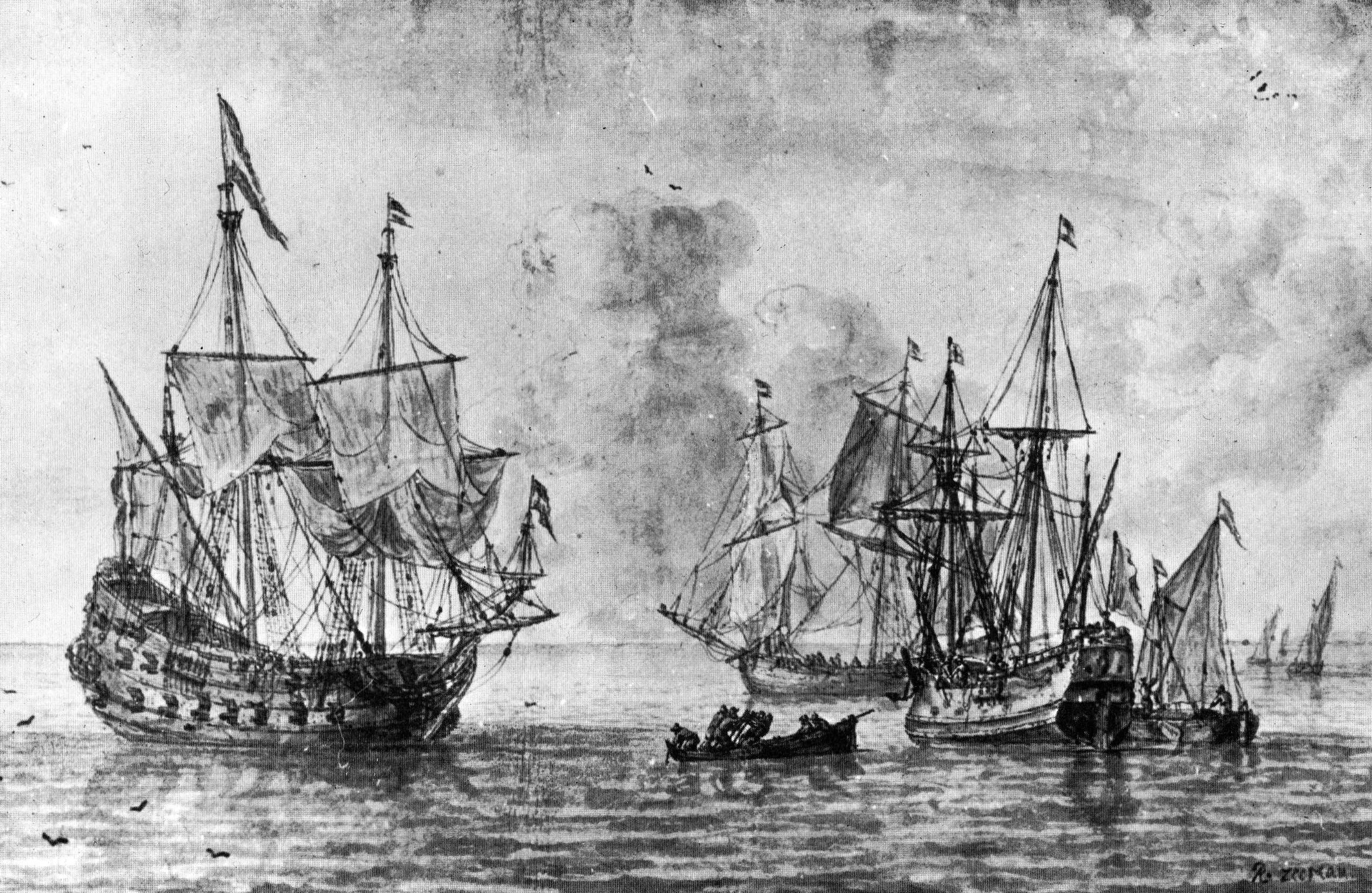
Marine.